# Comuna Velîka Horeanka, Kremeneț
Velîka Horeanka (în ucraineană Велика Горянка) este o comună în raionul Kremeneț, regiunea Ternopil, Ucraina, formată din satele Mala Horeanka, Velîka Horeanka (reședința) și Volîțea.

## Demografie
Componența lingvistică a comunei Velîka Horeanka
     Ucraineană (99,88%)
     Alte limbi (0,12%)
Conform recensământului din 2001, majoritatea populației comunei Velîka Horeanka era vorbitoare de ucraineană (99,88%), existând în minoritate și vorbitori de alte limbi.